# Bursiljum
Bursiljum är en by i Skellefteå kommun i Västerbottens län. Byn ligger inte långt från samhället Burträsk.
Bursiljum är en typisk västerbottnisk jord och skogsbruksby i norra Västerbotten. 
Byn är belägen ca 3,5 mil söder om Skellefteå.

## Bursiljums folkpark
År 1944 bildades Bursiljum folkets hus och parkförening. Initiativtagare var Erik Björklund, som blev föreningens eldsjäl och stöttepelare under många och framgångsrika år. Anläggningen byggdes upp helt utan lånade pengar tack vare ideellt och frivilligt arbete av medlemmarna. Under 50 och 60-talen och en bit in på 70-talet var folkparken ofantligt populär. 
Bara de absolut bästa orkestrarna som fanns att uppbringa anlitades. Exempelvis Abba spelade på folkparken 1973. Danspubliken kom från både norr och Västerbotten, en danskväll var det inte ovanligt att man kunde ha 17-1800 besökare. Under midsommar helgen dansades det i 3 dagar och publiken tältade ofta för att kunna vara på plats under hela helgen. Då kunde det samlas 3-4000 personer kring folkparken. 

## Avrättningsplats
Vid Bursiljum finns det en gammal avrättningsplats som användes sex gånger mellan åren 1699 och 1822.